# Tunggilis
Tunggilis is een bestuurslaag in het regentschap Ciamis van de provincie West-Java, Indonesië. Tunggilis telt 4785 inwoners (volkstelling 2010).